# SBBM
SBBM株式会社（英称：SBBM Corporation）は、かつて存在したソフトバンクグループ株式会社の子会社。
2000年3月に設立され、2007年1月10日にソフトバンク・ブロードメディア株式会社から現在の商号に変更した。尚、同日に、クラビット・ホールディングス株式会社が商号をソフトバンク・ブロードメディア株式会社に変更している。

## 沿革
- 2000年3月 -  ソフトバンク・ブロードメディア株式会社として会社を設立。
- 2007年1月10日 - 社名をSBBM株式会社に社名変更。
- 2019年1月1日 - 親会社のソフトバンクグループ株式会社に吸収合併され、解散[1]。

## 主な出資先
- ブロードメディア株式会社 (27.07%) ※間接保有分を含めると39.5%
- ヤフー株式会社6.6%